# Pałac w Drogomiłowicach
Pałac w Drogomiłowicach – zabytkowy pałac w Drogomiłowicach – wsi w Polsce, w województwie dolnośląskim, w powiecie średzkim, w gminie Udanin.

## Historia
Obiekt jest częścią zespołu pałacowego, w skład którego wchodzi jeszcze park.